# Симонов Микола Костянтинович
Микола Костянтинович Симонов (рос. Никола́й Константи́нович Си́монов; 21 листопада (4 грудня) 1901, Самара, Російська імперія — 20 квітня 1973, Ленінград, Російська РФСР) — радянський російський актор. Народний артист СРСР (1950). Герой Соціалістичної Праці (1971). Лауреат Сталінської премії (1941, 1947, 1950).
Навчався в Академії художеств у Петрограді (1919—1922). З 1924 р. працював у Ленінградському академічному театрі драми.

## Фільмографія
- 1924 — Красные партизаны (рос.)
- 1925 — Вздувайте горни
- 1925 — Девятое января (рос.)
- 1925 — Тяжёлые годы (рос.)
- 1926 — Карьера Спирьки Шпандыря (рос.)
- 1926 — Катерина Измайлова (рос.)
- 1927 — Кастусь Калиновский (рос.)
- 1928 — Капитанская дочка (рос.)
- 1928 — Сын рыбака (роль — Ломоносов Михаил Васильевич) (рос.)
- 1928 — Хабу (рос.)
- 1929 — «Каїн і Артем»(роль — Артем)
- 1929 — Родной брат (рос.)
- 1930 — Поворот
- 1932 — Парень с берегов Миссури(рос.)
- 1934 — «Диво» (роль — Федір Пущин)
- 1934 — «Чапаєв» (роль — Жихарєв)
- 1935 — «Гарячі днинки»  (роль — Білоконь)
- 1938 — «Петро Перший» — (роль -Петро I)
- 1939 — «Патріот» — Ілля Головін
- 1940 — «Повернення»
- 1946 — «Острів Безіменний»
- 1949 — «Сталінградська битва» (роль — генерал Чуйков Василий Иванович
- 1951 — «Бєлінський» (роль — помещик)
- 1952 — «Живий труп»
- 1954 — «Герої Шипки» (роль — Отто фон Бисмарк)
- 1955 — «Овід» (роль — кардинал Монтанелли)
- 1956 — «Серце б'ється знову» — Іван Володимирович Пєсков, професор, полковник медичної служби, начальник відділення
- 1961 — «Людина-амфібія» (роль — Доктор Сальватор)
- 1962 — «Десь є син» (роль — Харлампий)
- 1963 — Очарованный странник (роль — Иван Северьянович Флягин)(рос.)
- 1965 — «Робітниче селище»
- 1965 — «На одній планеті» (роль — полковник Робинс)
- 1968 — Рыцарь мечты (рос.)
- 1971 — Последнее дело комиссара Берлаха (роль — комиссар Берлах) (рос.)
- 1971 — «Маленькі трагедії» — Сальері